# Německý ohař krátkosrstý
Německý ohař krátkosrstý je psí plemeno původem z Německa. Jde o nejvyužívanějšího ohaře a všestranné lovecké plemeno s vynikajícími loveckými vlastnostmi (vlohy pro vystavování a přinášení zvěře, výborný nos, ochota k práci, vytrvalost). 

## Historie

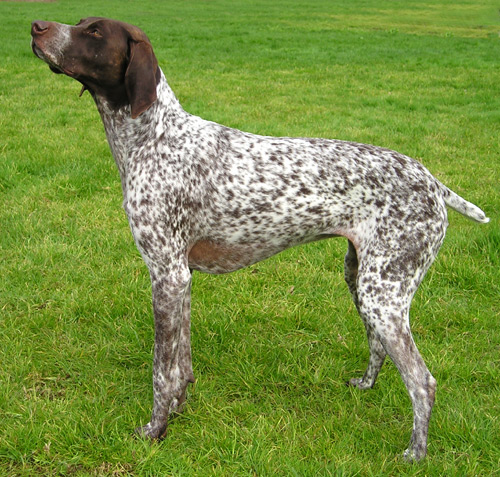
Fena německého krátkosrstého ohaře

Toto psí plemeno bylo vyšlechtěno v 19. století v Německu. Psi podobní těmto se v Německu nacházeli již v 15. století, tehdy se jim obecně říkalo lovečtí psi, bez jakéhokoliv rozdělení. Byli vyšlechtěni speciálně pro vystavování zvěře a její pronásledování. K jeho vzniku bylo použito velké množství loveckých psů z celé Evropy. Převážně se jednalo o psy lovící pernatou zvěř. Přestože zemí původu německého krátkosrstého ohaře je oficiálně Německo, někteří kynologové, třeba dr. Kleemann tvrdí, že pocházejí spíše ze Španělska. V Německu se mu říká Deutscher Kurzhaariger Vorstehhund nebo jen Deutsch Kurzhaar.
Jedním z nejznámějších chovatelů těchto psů byl princ Albrecht ze Solms-Bauenfeldu. Ten v roce 1870 sepsal charakteristiku krátkosrstých německých ohařů a stanovil zásady pro jejich exteriér a lovecké upotřebení. Na první výstavě se objevilo toto psí plemeno v roce 1879 v Hannoveru.
V České republice se první pes tohoto plemene do plemenné knihy zapsal roku 1930 a o rok později (1931) byl založen klub "Krátkosrstý ohař". Oficiální používaná zkratka v Česku je NKO.

### Příbuzná plemena
Německý ohař krátkosrstý pomohl k vytvoření mnoha nejen německých plemen. Jedním z nejznámějších je pudlpointr. Mezi jeho nejbližší příbuzné však patří německý ohař drátosrstý, ostnosrstý a dlouhosrstý.

## Povaha
Povahově jsou tito psi odvážní, loajální, přátelští a s vyvinutými loveckými pudy. Je všestranně upotřebitelný a je vhodný i jako společník. Je bystrý a inteligentní, lehce se cvičí. Není příliš dominantní ani tvrdohlavý. Ke své rodině je přítulný, milý a hravý, ale k cizím se chová ostýchavě a odtaženě. Je aktivní a vyžaduje hodně pohybu. K dětem je milý a přátelský a nemá problém s nimi vyjít. Při seznamování s jinými zvířaty je nutné být opatrný, protože německý ohař krátkosrstý má sklony zvířata pronásledovat a dávit. S jinými psy vychází dobře. Je to dobrý hlídač, chrání majetek i rodinu. Je vyrovnaný a klidný, ale vyžaduje kontakt s rodinou.

### Vhodní majitelé
Německého ohaře krátkosrstého by si neměl pořizovat líný člověk nebo ten, kdo chce psa jen na okrasu zahrady. Nejvhodnějším majitelem je pro toto psí plemeno myslivec, který hledá spolehlivého psa na vystavování a hon. Majitel by neměl být nervózní, naopak asertivní a "vždy nad věcí". Tyto psy může cvičit i začátečník.

## Péče
Péče o německého ohaře krátkosrstého není náročná. Jeho srst je s podsadou, takže líná 2x ročně (na jaře a na podzim), v tomto období je nutné vyčesávat ji častěji, mimo něj ale stačí 1x týdně. Srst není samočisticí a mytí šamponem nebo vodou jí nevadí.
Vyžaduje hodně pohybu veškerého typu. Jsou vhodní pro lov, psí sporty, na procházky či horské túry. Nejpřirozenější je pro něj lov divoké zvěře a stopování.
Vyžaduje pevné vedení asertivního majitele. Je bystrý a inteligentní, proto se rychle učí. Je vhodné cvičit jej tak, že bude odměňován za dobré chování a ne trestán za to špatné. Tak si získáte jeho úctu i respekt.